# 総則
総則（そうそく）とは、全体に通用する一般的・包括的な規定のこと。法典全体に共通して通用する事項は、総則として法典の冒頭部分に置かれる。また、各編・章・款の全体に通用する事項に関しても、それぞれの冒頭に総則として規定される。総則に続いて、個別の事項を定めた規定を各則という。

## 通則との違い
総則より狭い範囲で、さらに一般的・包括的な事項を定める場合、標題として「総則」ではなく「通則」が使われることがあるが、語義自体は「総則」も「通則」もほぼ同じである。
ただし、「総則」は、専ら法令中で使われる語であるのに対し、「通則」は法令の標題として使われることがある。